# Източноатлантическа червена морска лястовица
Източноатлантическите червени морски лястовици (Chelidonichthys cuculus) са вид актиноптери от семейство Морски лястовици (Triglidae).
Те са незастрашен вид.
Таксонът е описан за пръв път от Карл Линей през 1758 година.